# Jesús Ramírez Stabros
Jesús Ramírez Stabros (San Luis Potosí, 22 de abril de 1963) es un piloto de aviación  y político mexicano, miembro del Partido Revolucionario Institucional. Se ha desempeñado como líder de la Asociación de Pilotos Aviadores de México; diputado federal en la LVIII y LX Legislatura del Congreso de la Unión; y diputado local en la LIX Legislatura del H. Congreso del Estado de San Luis Potosí en donde fue el coordinador parlamentario de su partido y presidió la Junta de Coordinación Política. En febrero del 2013 el presidente de la República, Enrique Peña Nieto lo nombró coordinador de vinculación de la Oficina de la Presidencia de la República.

## Orígenes y estudios
Jesús Ramírez Stabros, oriundo de San Luis Potosí, realizó estudios como Piloto Aviador Comercial (1980-1983), Licenciatura en Ciencias Políticas y Administración Pública (1991-1996) en la Facultad de Ciencias Políticas y Sociales de la Universidad Nacional Autónoma de México. Obtuvo el grado de Maestro en Economía y Gobierno (2003-2006) por la Universidad Anáhuac. Cuenta con estudios doctorales en Gestión Estratégica y Políticas de Desarrollo.
Desde 1984 se desempeñó como capitán piloto aviador comercial, trabajando en la Compañía Mexicana de Aviación. En el 2003 fue elegido Secretario General de la Asociación de Pilotos Aviadores (ASPA), agrupación gremial de los pilotos aviadores de México. En 2006 la Federación de Sindicatos del Sector Aéreo lo eligió como su primer Secretario General.

## Carrera política
Dentro de su partido se ha desempeñado como Secretario General de la Fundación Colosio en San Luis Potosí, Consejero Político Nacional y Asesor del Secretario de Elecciones del Comité Ejecutivo Nacional del PRI.

### Departamento del Distrito Federal
En el ámbito gubernamental se desempeñó como Secretario Particular del Secretario General de Gobierno, Enrique Jackson, del entonces Departamento del Distrito Federal (1994).

### Diputado federal en la LVIII Legislatura
En 1997 fue elegido diputado federal suplente por la vía plurinominal a la LVII Legislatura. Tomó protesta como diputado federal al pedir licencia José Marco Antonio Olvera Acevedo, para ser candidato a Gobernador del estado de Zacatecas del Partido Revolucionario Institucional.
En la LVIII Legislatura presidió la Comisión de Comunicaciones y Transportes. Fue integrante de las Comisiones de Ciencia y Tecnología; Marina; Turismo; y Fortalecimiento Municipal.

### Diputado federal en la LX Legislatura
Durante la LX Legislatura de la Cámara de Diputados se desempeñaría como Secretario de la Comisión de Transportes. Buscaría, a través de una iniciativa de ley, la creación del Instituto Nacional de Aeronáutica Civil, que fungiría como órgano administrativo desconcentrado de la Secretaría de Comunicaciones y Transportes.
Como integrante de la Comisión de Presupuesto y Cuenta Pública, lograría la aprobación de la iniciativa que fomente la reinversión de utilidades en actividades productivas y comerciales, permitiendo a las multinacionales mexicanas competir en el ámbito internacional en igualdad de circunstancias.
De la mando de un grupo de diputados federales, presentó iniciativa para modifica la Constitución Política de los Estados Unidos Mexicanos con el fin de establecer un nuevo formato del informe del Ejecutivo Federal. Después de pasar el proceso del Constituyente Permanente, se publicaría el proyecto de reforma constitucional el 15 de agosto de 2008 en el Diario Oficial de la Federación.

### Diputado local en la LIX Legislatura del Congreso de San Luis Potosí
Del 15 de septiembre de 2009 al 13 de septiembre de 2012fue elegido diputado local y Coordinador del Grupo Parlamentario del Partido Revolucionario Institucional. Dentro del Congreso del Estado presidiría la Junta de Coordinación Política.

## Elecciones en San Luis Potosí 2009
El 20 de junio de 2008 manifestó públicamente su interés de ser el candidato del Partido Revolucionario Institucional a la gubernatura de San Luis Potosí en las Elecciones de 2009; recibiendo el apoyo del Grupo Parlamentario del PRI en la Cámara de Diputados. Todos los presidente municipales de extracción priista en San Luis Potosí se manifestaron a favor de su candidatura. El 11 de diciembre del mismo año solicitó oficialmente licencia como diputado federal para registrarse como precandidato a la gubernatura en la elección interna del PRI.
El 18 de enero de 2009 se llevaría la elección interna. La noche del mismo día la Comisión organizadora del PRI suspendería el conteo, posponiéndola para el día siguiente. Sin embargo, Ramírez Stabros se proclamó triunfador esa misma noche con base a sus propios datos, haciendo lo mismo el precandidato Fernando Toranzo Fernández.; Al día siguiente, la Comisión de Procesos Internos anunció oficialmente los resultados de 56 de 57 municipios que daban como ganador a Toranzo Fernández y el segundo lugar a Ramírez Stabros con un total de 51,754 votos,
Ante ello, Jesús Ramírez Stabros desconoció dichos resultados y declaró que había sido despojado del triunfo por una elección de estado al ser apoyado Toranzo por el gobierno encabezado por Marcelo de los Santos.
- Elecciones estatales de San Luis Potosí de 2009